# Maximiliano Calzada
Maximiliano Calzada (Montevideo, 21 aprile 1990) è un calciatore uruguaiano, centrocampista del Río Negro.

## Caratteristiche tecniche
Gioca come centrocampista centrale.

## Palmarès

### Club

#### Competizioni nazionali
- Campionato uruguaiano: 3

Nacional: 2008-2009, 2010-2011, 2011-2012